# Grundwieser Eck
Das Grundwieser Eck – alternativ Grundwiesereck geschrieben – ist ein insgesamt 407,7 Meter hoher Berg im Pfälzerwald.

## Geographie

### Lage
Der Berg liegt auf der Gemarkung der Ortsgemeinde Elmstein. An seinem Südhang fließt der Möllbach und an seinem Nord- sowie Osthang der Speyerbach. Südlich erstreckt sich der Möllberg und östlich der Schloßberg. An seinem Nordwesthang befindet sich das Klaffental.

### Naturräumliche Zuordnung
1. Großregion 1. Ordnung: Schichtstufenland beiderseits des Oberrheingrabens
2. Großregion 2. Ordnung: Pfälzisch-saarländisches Schichtstufenland
3. Großregion 3. Ordnung: Pfälzerwald
4. Region 4. Ordnung (Haupteinheit): Mittlerer Pfälzerwald
5. Region 5. Ordnung: Frankenweide

## Natur
An seinem Osthang befindet sich mit dem Ehrenfelsen ein Naturdenkmal, das die Kennung ND-7332-533 besitzt. Früher ebenfalls als Naturdenkmal deklariert war die Franzosenfichte am Nordhang.

## Verkehr und Bebauung
Entlang seines Nord- und Osthanges verläuft die Landesstraße 499, die mit der örtlichen Hazuptstraße identisch ist. In diesem Bereich befindet sich am Ostfuß in Form von dieser sowie der Straße Am Ehrenfelsen Bebauung. In diesem Bereich liegt außerdem die denkmalgeschützte Leidnersche Sägemühle.

## Tourismus
An seinem Nordostfuß entlang verlaufen der Fernwanderweg Saar-Rhein-Main und die Nordroute der Pfälzer Jakobswege.